# Ame no Orchestra
Ame no Orchestra (雨のオーケストラ , övers. Regnets orkester?) är en singel av det japanska rockbandet MUCC som släpptes den 8 juni 2005. Under sin första vecka på den japanska försäljningstoppen nådde den som bäst plats 20 med 10 750 sålda exemplar.

## Låtlista
1. "Ame no Orchestra" (雨のオーケストラ)
2. "Shisei, mei ari" (死生、命あり)
3. "Kataribe no Uta" (語り部の詩)